# HTC One X
HTC One X — смартфон с сенсорным экраном компании HTC. Первый смартфон компании на базе четырёхъядерного процессора. Принадлежит к серии HTC One, в которую входят HTC One S и HTC One V. Работает под управлением операционной системы Android 4.2.2 c интерфейсом HTC Sense 5.0. Анонсирован 27 февраля 2012 года на Mobile World Congress в Барселоне.
В One X имеется встроенная 8-мегапиксельная камера с поддержкой съёмки видео в качестве Full HD со скоростью 30 к/с, автофокусом, LED-вспышкой, фронтальной HD-камерой; экран защищён сверхпрочным закалённым стеклом Gorilla Glass. Аппарат также имеет стандартный 3,5-мм аудиоразъём для наушников, адаптеры беспроводных сетей Bluetooth 4.0 и Wi-Fi 802.11 a/b/g/n, гироскоп, цифровой компас, датчики освещённости, приближения и акселерометр. Использует сим-карту формата Micro-SIM.

## Характеристики смартфона
Задняя крышка смартфона выполнена из поликарбоната. Корпус прочный и устойчивый к царапинам.

### Аппаратное обеспечение
Процессор
HTC One X работает на базе процессора Tegra 3 компании Nvidia. Этот чип является системой на кристалле и построен по принципу 4 + 1, где 4 — количество основных ядер, работающих на тактовой частоте 1.5 ГГц, предназначенные для работы с ресурсоёмкими программами, а 1 — это дополнительное ядро (англ. Battery Saver Core), которое предназначено для низкопродуктивной работы (звонки, сообщения и т. д.). Процессор выполнен по 40-нм техпроцессу, архитектура — ARMv7, графическое ядро — ULP GeForce (улучшенное по сравнению с Tegra 2).
Экран
Телефон оснащён сенсорным 4,7-дюймовым (119,38 мм) Super IPS LCD 2. Разрешение дисплея составляет 1280 x 720 пикселей (HD). Он способен отобразить 16,7 млн цветов. Сверху покрыт защитным стеклом Gorilla Glass 2. Между стеклом и экраном воздушная прослойка отсутствует.
Память
Установлен 1 ГБ оперативной памяти типа DDR2 и 32 ГБ постоянной памяти, из которых пользователю доступно 26 ГБ. Аппарат не имеет слота расширения памяти, однако доступно 25 ГБ на Dropbox (облачный сервис), который программно интегрирован в аппарат.
Беспроводные модули
Встроенные модули беспроводной передачи данных:
- Wi-Fi стандарта IEEE 802.11, протокол a/b/g/n. Также может выступать в роли точки доступа.
- Bluetooth 4.0. Bluetooth с функцией apt-X, но не включают в себя Bluetooth с низким энергопотреблением[3].
- NFC
- Стандарты передачи данных: GSM, 3G, GPRS, EDGE, GPS.

Аккумулятор
Li-poly аккумулятор ёмкостью 1800 мА/ч.
Аудио
Устройство поставляется с поддержкой Beats by Dr. Dre звука. В то время как One X обычно включает в себя набор Beats by Dr. Dre наушники, только в Великобритании, Швеции и Германии устройство поставляется со стандартным набором белых наушников.
В Канаде и США (AT&T), стандартная розничная упаковка не включает гарнитуру.
Камера
Смартфон оснащён основной 8-мегапиксельной камерой, которая может делать фотографии с разрешением 3264x2448 пикселей и снимать видео с качеством 1080p (1920х1080 пикселей). Также есть LED-вспышка, автофокус, распознавание лиц, датчик BSI (для получения лучших снимков в условиях низкой освещенности). Позволяет делать фотоснимки во время записи видео.
Также аппарат имеет фронтальную 1,3 мегапиксельную камеру для совершения видеозвонков.

### Программное обеспечение
Смартфон поставляется с установленной Android Ice Cream Sandwich версии 4.0.
На данный момент возможно обновить аппарат до версии 4.2.2 (Jelly Bean)
Интерфейс
На HTC One X установлен интерфейс собственного производства компании — HTC Sense, версии 4.0. Особенностью этого UI является так называемый вид сверху (англ. helicopter view), с помощью которого можно увидеть все 7 рабочих столов, или те рабочие столы, которые вы оставили. На данный момент интерфейс HTC Sense возможно обновить до версии 5.0

## Региональные вариации

### One XL
One XL почти идентичен базовой модели. Существенно отличается в АО имеет установленный модуль мобильной связи четвёртого поколения — 4G LTE и работает на базе двухъядерного процессора Qualcomm Snapdragon S4 1,5 ГГц (так как Tegra 3 несовместима с LTE сетями). Размер установленной внутренней памяти — 16/32 Гб (слот расширения памяти также не предусмотрен). Выпускается для США, Канады, Гонконга, Австралии, Европы.

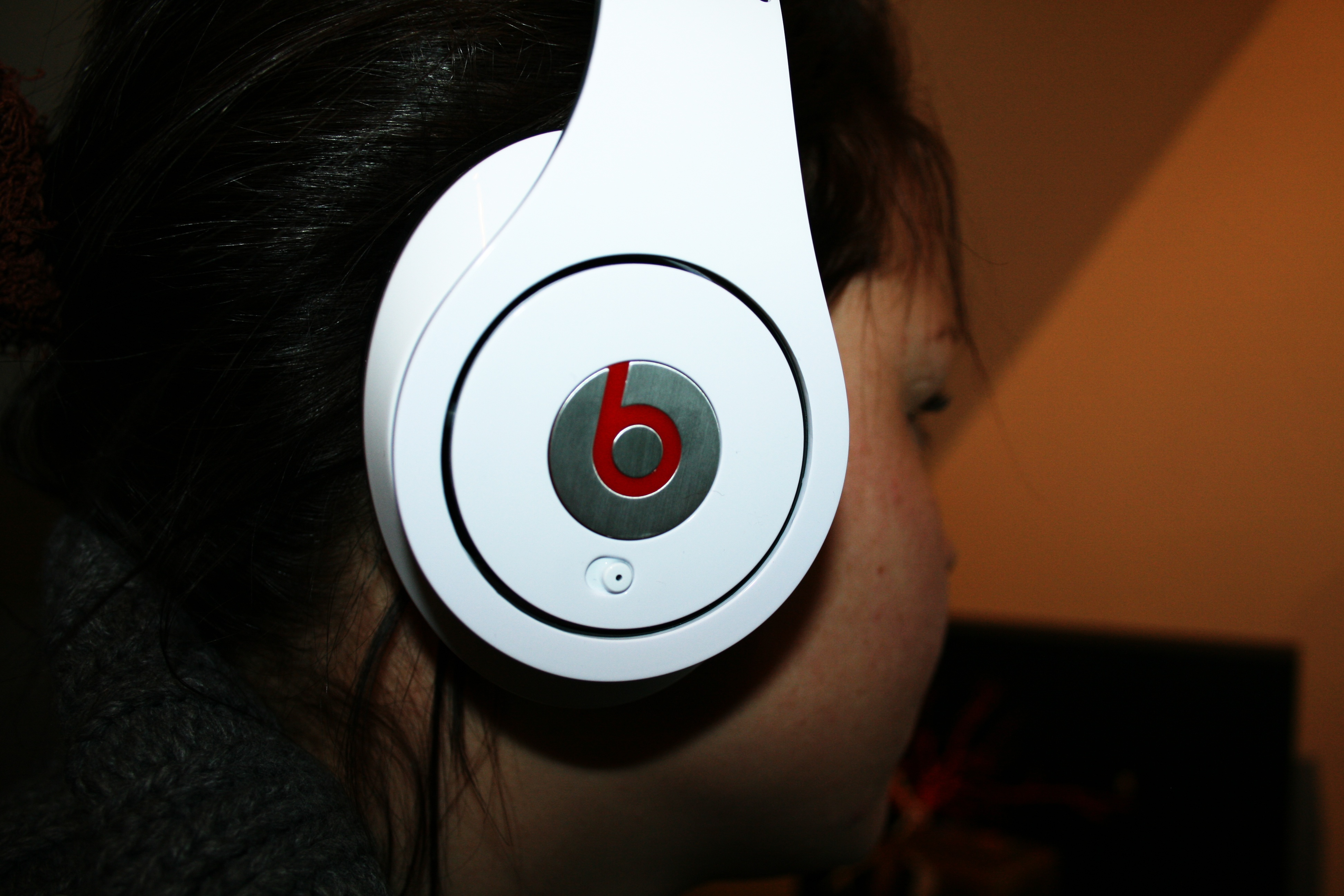
Белые Studio Dr.Dre Beats

### HTC One X Deluxe Limited Edition
HTC One X Deluxe Limited Edition — модель исключительно для тайваньского рынка, который будет поставляться с наушниками Beats Solo и в эксклюзивной упаковке.